# ロケットスレッド

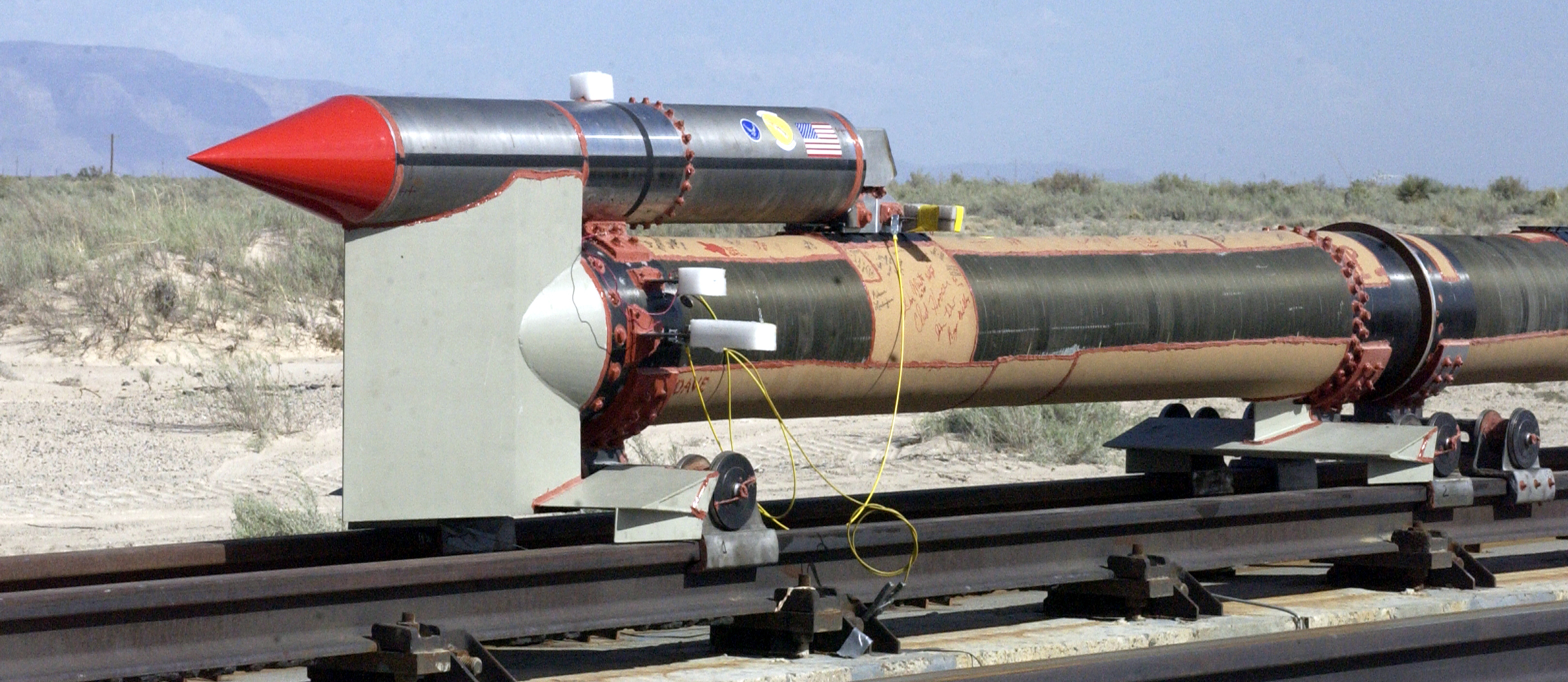
マッハ8.5に達する

ロケットスレッド (rocket sled) は、地上に敷設されたレールの上を、ソリ状の乗り物をロケット推進で走らせる装置、およびその乗り物。物体の加速などの実験に使う。
名前のとおりロケットスレッドには車輪が無く、代わりに“スリッパ”と呼ばれる摺動体がある。機体が「離陸」してしまわないよう、通常の鉄道用レールの断面と同様のT型に出っ張っている部分を利用して、保持するようになっている。
ロケットやミサイルなどの大型の射出物を空中に飛ばすことなく実験が行えるので、周りに残骸が飛ばず、レールに乗せて固定してあるので危険性が少なく、有人実験も行いやすいというメリットがある。しかしながら、レール建設または修理をするのに時間がかかるというデメリットもある。

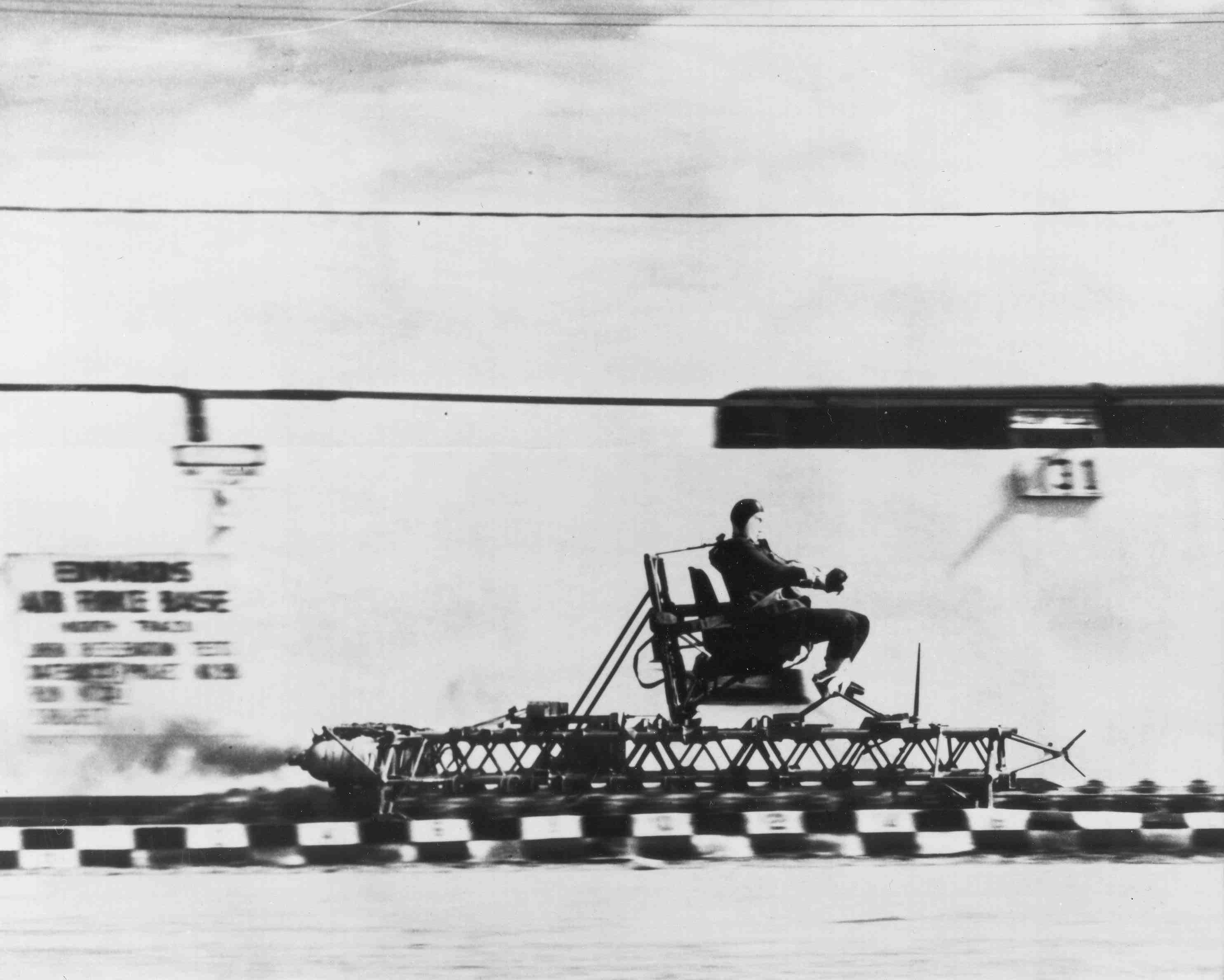
ジョン・スタップが搭乗したロケットスレッド

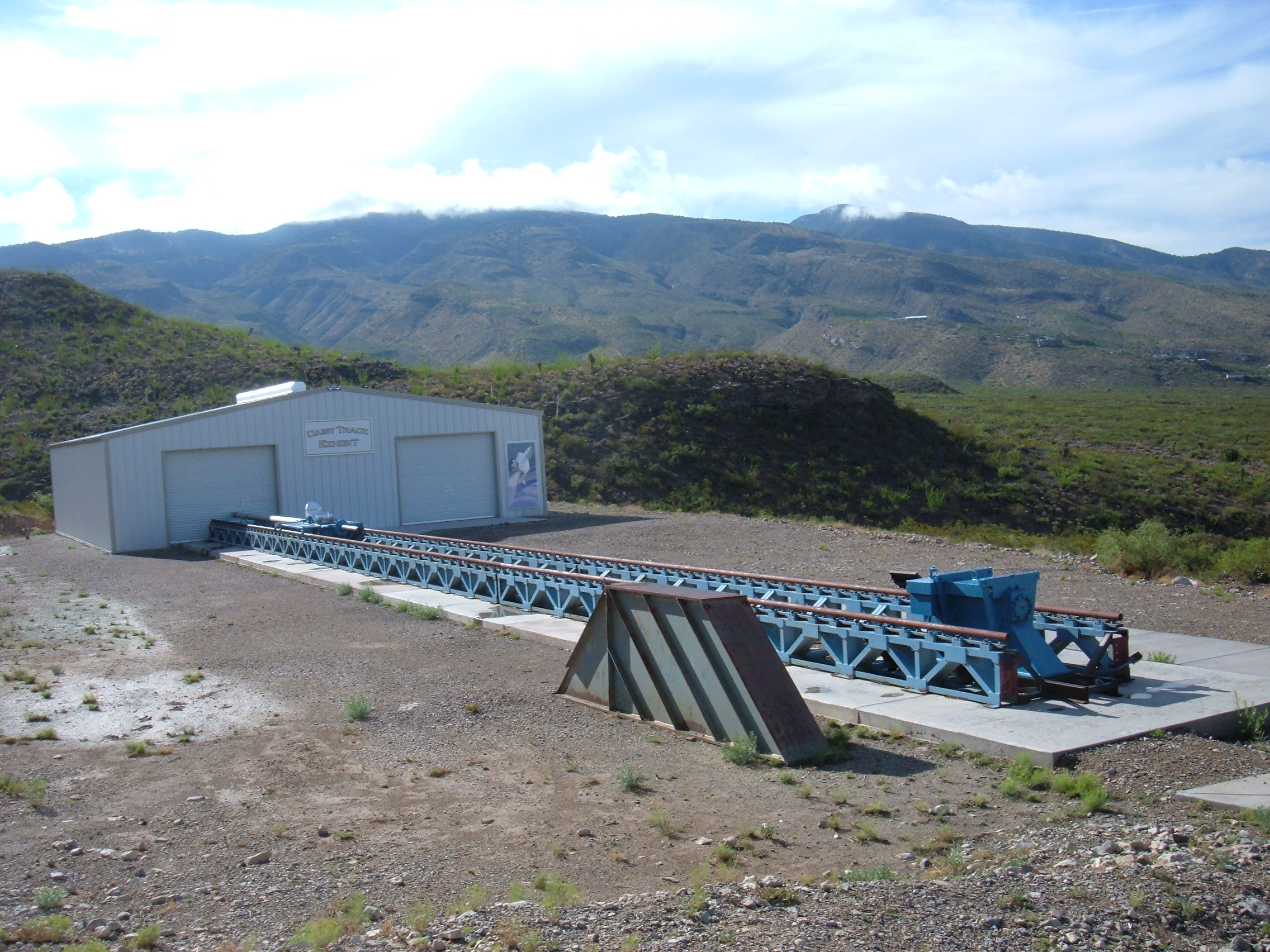
ニューメキシコ州のホロマン空軍基地に保存されているロケットスレッドの試験軌道

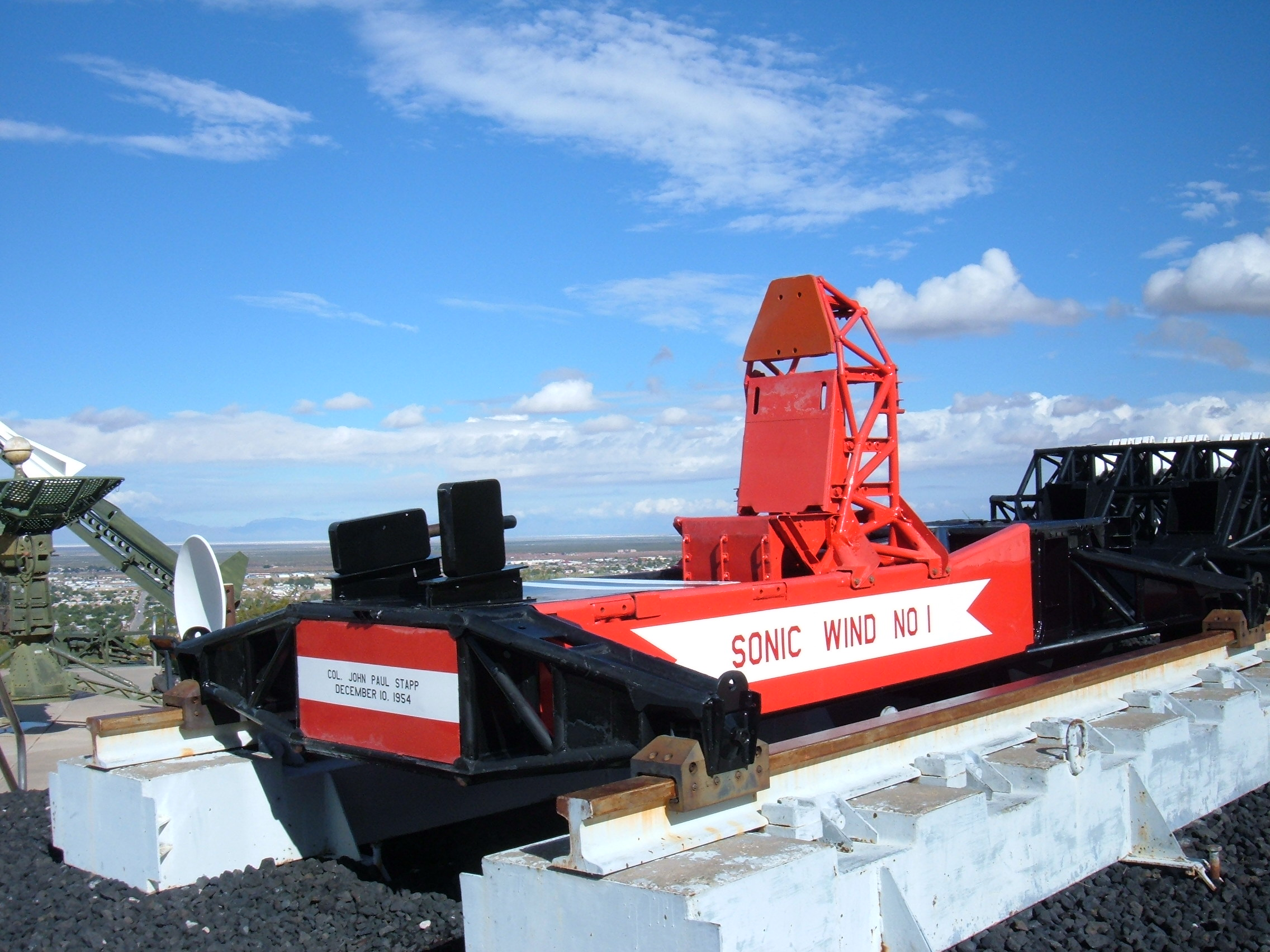
ホロマン空軍基地でLt. Col. ジョン・スタップが搭乗したロケットスレッド

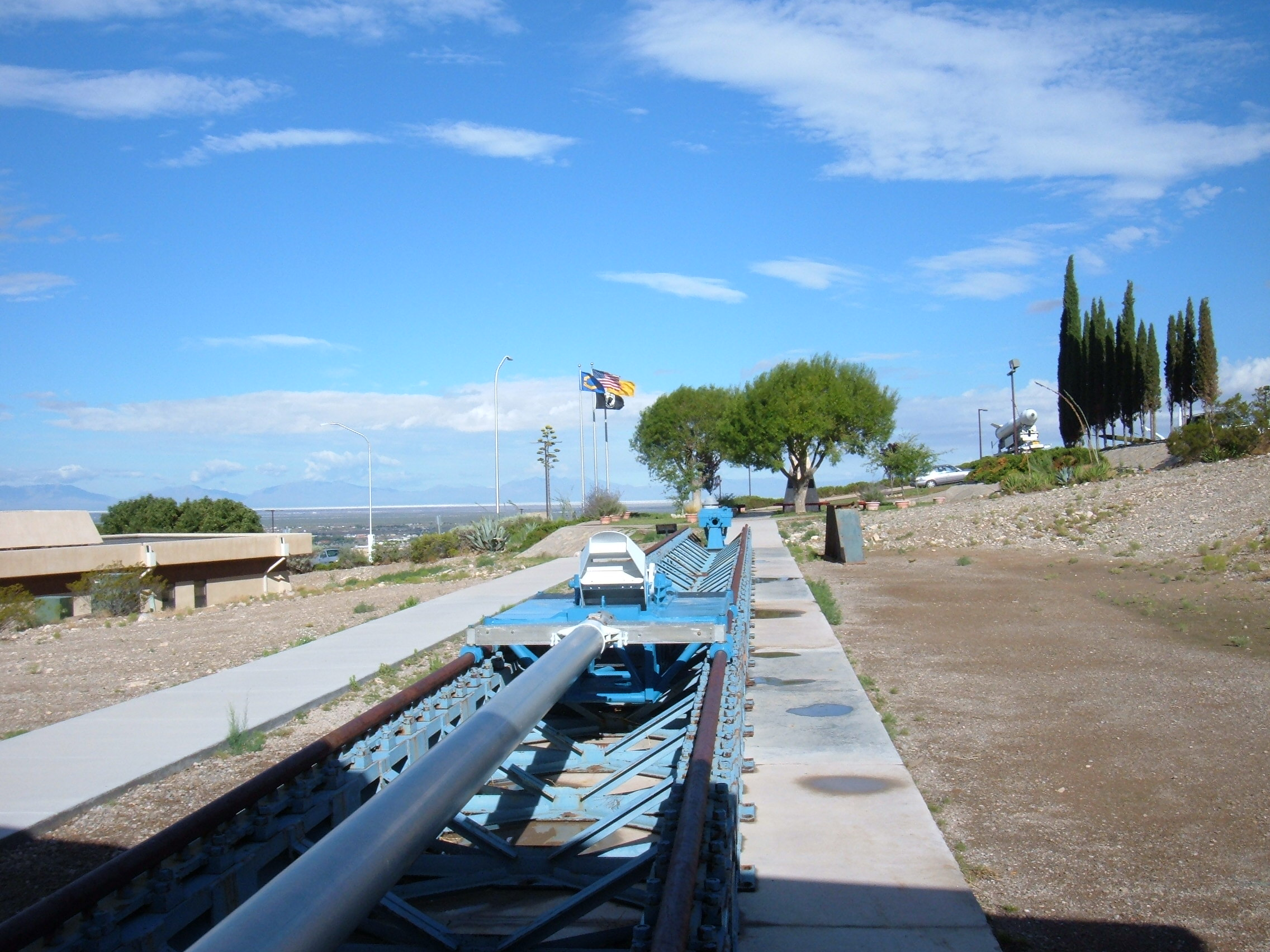
ロケットスレッドの軌道の全貌

## 用途

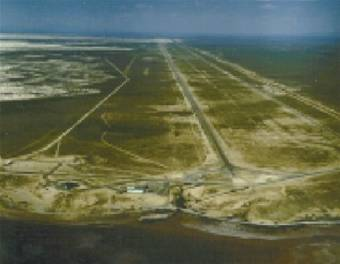
ホロマン空軍基地の軌道

ロケットスレッドは第二次世界大戦末期の1945年3月16日にドイツによって有翼のA4bの地下のトンネルからの打ち上げに使用されたという報告がある。
第二次世界大戦の終結後のロケットスレッドはおおよそ試験施設として用いられ、アメリカをはじめ世界各地に存在している。
アメリカでは冷戦の初期にパイロットが搭乗した航空機で実施すると危険であろう実験を行う為に考案され、幅広く使用されていた。装置は高加速または高速飛行時の状況下で試験に使用され、計測器のデータはスレッドに搭載された送信機で伝送された。
スレッドは実験の需要に応じて加速度の設定がされデータ収集装置は隔離され試験線は精密に水平で直線に敷設されていた。
ホロマン空軍基地のロケットスレッドでは、実験機や運用中の航空機を使用した試験に先駆けて射出座席の試験を行っていた。
エドワーズ空軍基地の軌道はおそらくロケットスレッドの軌道としては最も有名であり、ミサイルの試験や超音速での射出座席の試験に使用されていた。
航空機の形状と加減速の人への影響の調査に使用された。各種試験の終了後にエドワーズ空軍基地のロケットスレッドの軌道は解体され、ホロマン空軍基地の軌道を約10マイル(おおよそ16キロ)延長する為に使用された。
無人のロケットスレッドは実際にミサイルを打ち上げる費用をかけずにミサイルの部材を試験する事が可能であり、再利用も比較的容易である為に使用が進められている。
またロケットスレッドを使用して宇宙船を打ち上げる研究も進められている。
ロケットスレッドの最高速度はホロマン空軍基地のものが2003年4月30日に現在世界最速のマッハ8.5(6,416 mph / 10,325 km/h)を達成している。
無人では間違いなく地表最速の乗り物だが、たとえば自動車（の場合、代表的なものとしてはFIAの各種規定がある）などと違い、要するに「公認」記録のようなものがない。
有人では、米軍による急減速が人体に与える影響の研究で指揮者ジョン・スタップ自ら実験台に志願した実験での、1954年12月の632mph（1017km/h）が知られているが、1980年代の自動車の速度記録に抜かれるまで、彼は地表最速の人であった。
マーフィーの法則はロケットスレッドの試験に関する記者会見で初めて世間の注目を受けた。

## 日本のロケットスレッド
日本でのロケットスレッド実験の例としては、下記の5例が確認されている。
1966年（昭和41年）3月19日に岐阜県各務原の防衛庁技術研究本部岐阜基地においてT-1とT-33練習機の射出座席の開発の為に臨時の軌道が敷設されて試験が行われた。実験は岐阜基地の滑走路南で実施された。鉄道用レール（新幹線の60キロロングレールを採用）とトロッコが用意され、廃棄処分となっていたT-1Aの試作4号機（#804）の胴体前部をトロッコに括り付け、ロケットにはF-86D用のマイティマウスの弾頭を取り外して用いた。1本あたりの推力は約100kg、燃焼時間は1.5秒で、合計44発を用いている。機体の射出座席には平均的な日本人男性のダミー人形2体（衝撃計測機器付き）が乗せられ、点火0.8秒後に時速157km(85kt)に達したところで空中へ射出、パラシュートで地上へ帰還する試験を7度行った。当時の額で総経費5000万円、軌道建設費だけでも900万円を要した大規模な実験であった。
磁気浮上式鉄道HSSTの開発過程においてHSST-01がロケット推進によって1978年に307.8km/hを達成した。
JAXA（旧NASDA）の固体ロケット爆発実験の一環として、1991年から1993年にかけて苫小牧市に設けられたモノレール上において推力3600kgのSOB（N-1、N-2、H-1で用いられた固体補助ブースター）を自走させ180〜720km/hの速度での衝突実験を行った。
防衛装備庁下北試験場にあるレールランチャー設備は全長360mのモノレールであり、1989年の新設時から現在に至るまでミサイル等の動的な威力試験に用いられている。
国立大学法人室蘭工業大学が北海道白老町に有する高速走行軌道実験設備と呼ばれるロケットスレッドは2010年から運用されており、全長300mの軌道長で最高速度405km/hを達成している。水路溝に突入し減速する方式はアメリカのロケットスレッドでは広く採用されているが、日本では上記の前例を含め室蘭工業大学の設備のみが本方式を採用している。

## 一覧
| 名前                                          | 場所                                        | 国             | 全長 (ft) | 軌間 (in)  | レールの種類       | 溶接/接合 | 開始 | 改装 | 閉鎖  | 備考                                  |
| --------------------------------------------- | ------------------------------------------- | -------------- | --------- | ---------- | ------------------ | --------- | ---- | ---- | ----- | ------------------------------------- |
| ホロマン 高速実験線 (HHSTT) Rails 1&2         | ホロマン空軍基地, アラモゴード, NM          | アメリカ合衆国 | 50,788    | 84         | 171                | 溶接      | 1954 |      |       |                                       |
| 超音速海軍兵器研究軌道 (SNORT)                | NAWC-WD, チャイナレイク, CA                 | アメリカ合衆国 | 21,550    | 56.5       | 171                | 溶接      | 1953 | 2006 |       |                                       |
| ホロマン 高速実験線 (HHSTT) Rail 3            | ホロマン空軍基地, アラモゴード, NM          | アメリカ合衆国 | 20,200    | 26         | 171                | 溶接      |      |      |       |                                       |
| 拡張型高速ロケットスレッド軌道                | エドワーズ空軍基地, エドワーズ, CA          | アメリカ合衆国 | 20,000    |            | 171                | 溶接      | 1949 | 1959 | 1963  | HHSTTの軌道を延伸して使用             |
| 超音速軍用航空研究軌道 (SMART)                | 航空機内部推進システム, ハリケーン Mesa, UT | アメリカ合衆国 | 12,000    | 56.5       | 105                | 溶接      | 1955 |      | 1961* | *現在は民間によって所有、運営される。 |
| Sandia 2                                      | カートランド空軍基地, アルバカーキ, NM      | アメリカ合衆国 | 10,000    |            |                    |           | 1966 | 1985 |       |                                       |
| ロシア                                        | ズヴェズダから50 km                         | ロシア         | 8,202     |            |                    | 接合      |      |      |       |                                       |
| B-4                                           | NAWC-WD, チャイナレイク, CA                 | アメリカ合衆国 | 6,800     | 56.5       | 75                 | 溶接      | 1940 |      |       |                                       |
| Martin-Baker Langford Lodge                   | Langford Lodge, 北アイルランド              | イギリス       | 6,200     | 30         | 80                 |           | 1971 |      |       | マーティン・ベーカーが所有、運営する  |
| ペンダイン 長距離試験船 (LTT)                 | Qinetiq, ペンダイン, ウェールズ             | イギリス       | 4,921     | 12         | 103                |           |      |      |       |                                       |
| Centre D'essais Des Landes Single Rail R1     | ビスカロッス, フランス                      | フランス       | 3,937     | モノレール | 正方形レール       | 接合      |      |      |       | (第2の軌道の設置場所)                 |
| G4                                            | NAWC-WD, チャイナレイク, CA                 | アメリカ合衆国 | 3,000     | 33.875     | 171                | 溶接      |      |      |       |                                       |
| Eglin Track                                   | Eglin空軍基地, Ft. Walton Beach, FL         | アメリカ合衆国 | 2,000     | 56.5       | 171                | 溶接      |      |      |       |                                       |
| Sandia 1                                      | カートランド空軍基地, アルバカーキ, NM      | アメリカ合衆国 | 2,000     |            |                    |           | 1951 |      |       |                                       |
| エドワード北基地軌道 "G-Whiz"                 | エドワーズ空軍基地, エドワーズ, CA          | アメリカ合衆国 | 2,000     |            |                    | 溶接      | 1944 | 1953 |       |                                       |
| レッドストーン技術試験センター スレッド軌道 1 | レッドストーン兵器廠, AL                    | アメリカ合衆国 | 1,900     |            |                    |           |      |      |       |                                       |
| ペンダイン 衝撃試験軌道                       | Qinetiq, ペンダイン, ウェールズ             | イギリス       | 1,476     |            |                    |           |      |      |       |                                       |
| Centre D'essais Des Landes Single Rail R2     | ビスカロッス, フランス                      | フランス       | 1,312     |            | 正方形断面のレール |           |      |      |       |                                       |
| レッドストーン技術試験センター スレッド軌道 2 | レッドストーン兵器廠, AL                    | アメリカ合衆国 | 1,200     |            |                    |           |      |      |       |                                       |
| ニューメキシコ Tech/EMRTC スレッド軌道        | Socorro, NM                                 | アメリカ合衆国 | 1,000     | モノレール | 171                |           |      |      |       | 民間によって所有、運営される          |
| ペンダイン短距離試験線 (STT)                  | Qinetiq, ペンダイン, ウェールズ             | イギリス       | 656       |            |                    |           |      |      |       |                                       |
| ゼネラルダイナミックス 武器と戦術システム     | ロックヒル, FL                              | アメリカ合衆国 | 656       |            | I型レール          |           |      |      |       | 民間によって所有、運営される          |
| ホロマン磁気浮上軌道                          | ホロマン空軍基地, アラモゴード, NM          | アメリカ合衆国 |           |            |                    |           |      |      |       |                                       |
| ドイツ                                        |                                             | ドイツ         |           |            | I型レール          |           |      |      |       |                                       |

## 速度記録
| 最高速度 km/h (mph) | 車両 | 形式             | 場所                   | 日付           | 備考 |
| ------------------- | ---- | ---------------- | ---------------------- | -------------- | --- |
| 1,017 (631.94)      |      | ロケットスレッド | ホロマン空軍基地 (USA) | 1954年12月10日 | ジョン・スタップの搭乗によるロケットスレッドの有人最速記録。軌道上を走行する最速有人機、最速の開放型座席の乗り物。 |
| 4,972 (3,089.45)    |      | ロケットスレッド | ニューメキシコ (USA)   | 1959年         | 無人。SNORT (Supersonic Naval Ordnance Track)を走行。 |
| 9,845 (6,117.39)    |      | ロケットスレッド | ホロマン空軍基地 (USA) | 1982年10月     | 無人。25ポンドの積載物を搭載した場合の速度は6119 mph。 |
| 10,430 (6,480.90)   |      | ロケットスレッド | ホロマン空軍基地 (USA) | 2003年4月30日  | 無人。4段式ロケットスレッドの最終段。192ポンドの積載物を搭載したそりとスーパーロードランナー固体燃料ロケットエンジンから構成される。このそりの目標速度は毎秒9465 フィートまたは時速6453マイル(2885 m/s)、またはマッハ 8.5である。 |